# Torre Century
La Torre Century (in inglese: Century Tower) è un grattacielo di Sydney in Australia.

## Storia
I lavori di costruzione della torre, progettata dallo studio di architettura Brewster & Murray e sviluppata da Sunlord, cominciarono nel 1994 e vennero completati nel 1997. Al suo completamento, la torre divenne l'edificio residenziale più alto d'Australia, mantenendo questo titolo fino al 2002.

## Descrizione
L'edificio sorge nel CBD di Sydney e presenta un'altezza di 183 metri per 50 piani.